# Hugo Linderath

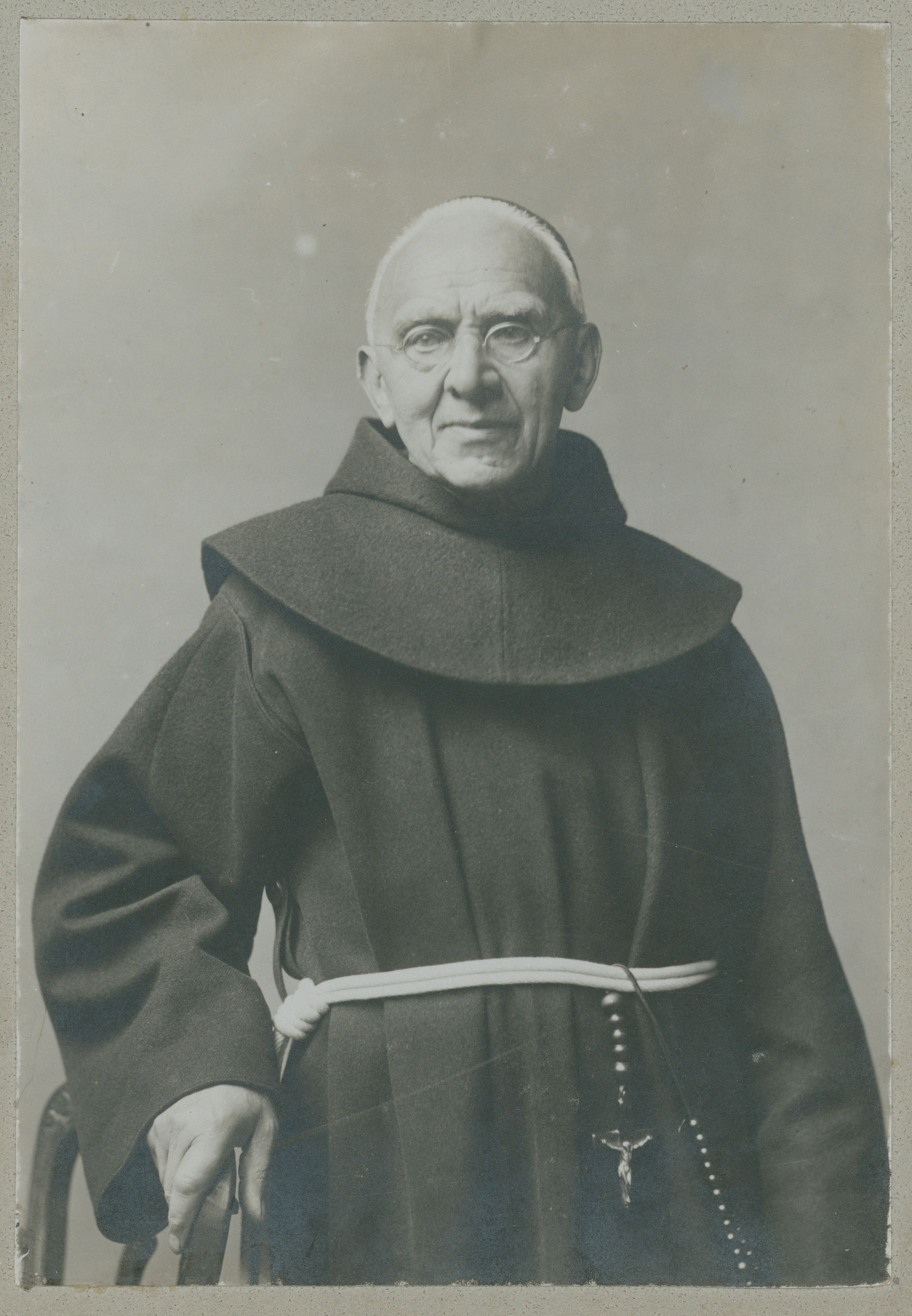
Hugo Linderath

Hugo Linderath OFM (* 14. Juni 1828 in Gladbeck als Theodor Linderath; † 19. August 1906 in Düsseldorf) war ein deutscher römisch-katholischer Ordensbruder und Bildhauer.

## Herkunft und Ausbildung
Theodor Linderath war der zweitälteste Sohn von neun Kindern einer alteingesessenen Bauernfamilie in der Bauerschaft Brauck südlich von Gladbeck. Seine Familie nannte sich seit dem späten 19. Jahrhundert Linderoth; ihr heute nicht mehr erhaltenes Gehöft lag in der Ackerstraße, die am 6. Juli 1933, wenige Monate nach Beginn der nationalsozialistischen Herrschaft, in Knickmannstraße umbenannt wurde. Noch vor dem offiziellen Ende des Zweiten Weltkrieges – Gladbeck war bereits am 29. März 1945 von alliierten Truppen besetzt worden – erhielt sie am 3. Mai 1945 in Erinnerung an die alte Hofstelle sowie an einen der bedeutenden Söhne der Stadt den Namen Im Linnerott.
Linderath besuchte die Volksschule in Gladbeck, wo er durch eine besondere Neigung zu Zeichnen und Schnitzen auffiel. Dem Wunsch seiner Eltern, die Ackerwirtschaft zu erlernen, widersetzte er sich und absolvierte eine Schreinerlehre. Als Lehrling und Geselle arbeitete er in Buer, Essen, Krefeld und Köln, wo er die Bekanntschaft des „Gesellenvaters“ Adolph Kolping machte, der seine künstlerische Begabung tatkräftig förderte. Auf Kolpings Vermittlung konnte Linderath die Zeichenkurse von Domwerkmeister Franz Schmitz besuchen.

## Tätigkeit als Künstler

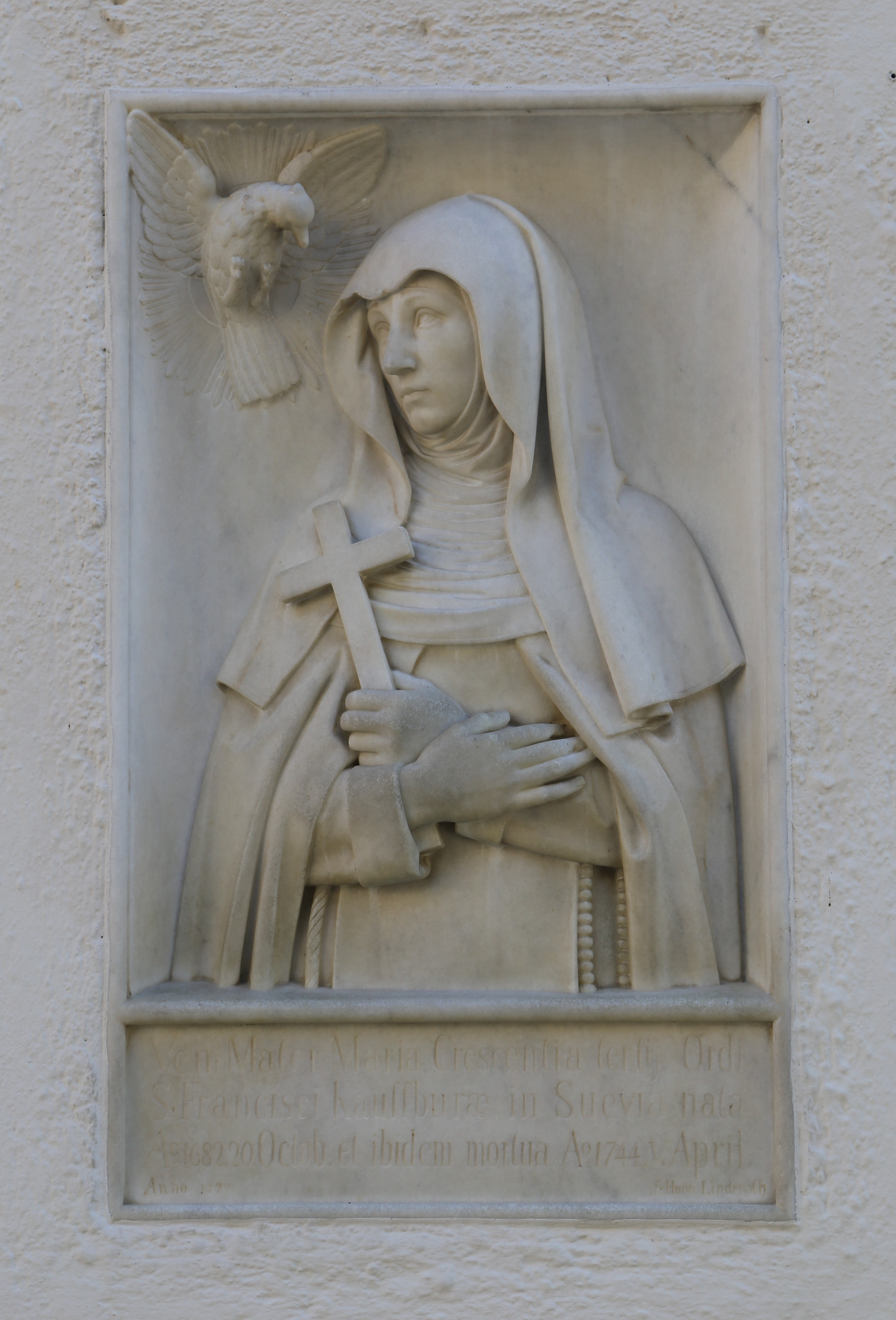
Maria Crescentia Höss, Relief am Kloster Kaufbeuren mit Signatur fr. Hugo Linderath

Am 19. September 1854 trat Theodor Linderath im damaligen Franziskanerkloster in Warendorf in die Sächsische Franziskanerprovinz Saxonia ein und erhielt den Ordensnamen Hugo. In Warendorf schuf er mehrere Kunstwerke, unter anderem das Kreuz im heutigen Alten Klostergarten, das als sein Erstlingswerk gilt. 1860 wurde Linderath in das Düsseldorfer Franziskanerkloster versetzt und besuchte über mehrere Jahre die dortige Kunstakademie, wo er in Kontakt mit dem Freundeskreis um die Nazarener Ernst Deger und Franz Ittenbach kam. Im Sinne dieser Richtung bemühte er sich um eine geistig-religiöse Durchdringung seiner Werke und um eine harmonische Vollendung der Form. Den Ruf eines bedeutenden Meisters erwarb er sich endgültig durch die Schaffung des Hochaltares in der Düsseldorfer Franziskanerkirche. Obwohl das Kloster im Kulturkampf – noch während der Errichtung des Hochaltares – am 15. August 1875 vorübergehend aufgelöst wurde, erhielt Linderath von der Regierung die Erlaubnis, bis zu dessen Vollendung als Privatmann im Kloster zu bleiben. Eine von ihm geschnitzte Herz-Jesu-Figur, in Fotografie verbreitet mit einem Liedtext von Julie von Massow, generierte in dieser Zeit nennenswerte Spenden zum Unterhalt des Konvents. Später führte im Jahr 1888 eine Reise mit dem befreundeten Maler Franz Thöne Linderath nach Rom, wo er weitere Anregungen für sein Kunstschaffen fand.

## Werke (Entstehungszeit nicht gesichert)
- Warendorf: Kreuz im Alten Klostergarten[3]
- Warendorf: Gabelkreuz vor dem Franziskanerkloster – 2008 abgebaut[3]
- Düsseldorf: Hochaltar, Madonna, Antoniusstatue, Kreuzweg in der Franziskanerkirche
- Kaufbeuren: Relief der im Jahr 1900 heiliggesprochenen Maria Crescentia Höss am Kloster Kaufbeuren
- Neuss: Marmorfiguren (Jesus und Maria) im Quirinus-Münster
- Dalheim-Rödgen: mehrere Statuen für das Kolleg St. Ludwig